# Záporožská Sič
Záporožská Sič (ukrajinsky Запорозька Січ – kozácky, Zaporoz'ka Sič, polsky Sicz Zaporoska, v ukrajinštině také Запорізька Січ, rusky Запорожская Сечь) je označení pro kozáckou pevnost (sič) sídlící na Dněpru v oblasti dnešní Kachovské přehrady. Slovo pochází z osekaných, zašpičatělých kůlů hradby, ohrady. Termín časem nabral význam občansko-politické organizace ukrajinského kozáctva v 16.–18. století. Sídlila zde správní jednotka, tzv. koš (tábor). Volil se zde košový ataman, který byl jedním z nejvyšších politických představitelů kozáků. Na siči vládla specifická forma demokracie.
Peřeje, prahy (ukrajinsky porohy, proto Záporožská) Dněpru poskytovaly siči efektivní ochranu před útokem nepřátel, především Tatarů z Krymského chanátu. Další zajímavostí bylo, že na sič měly zakázán vstup ženy. Uvedení ženy do siče bylo trestáno smrtí.

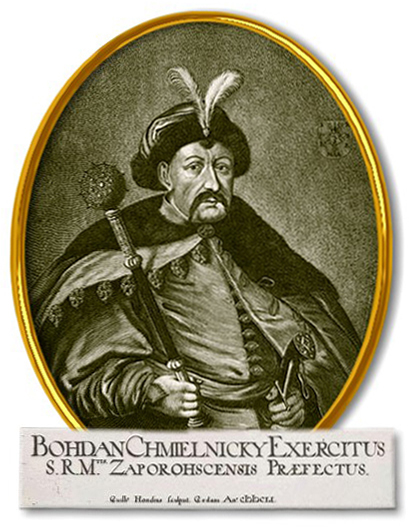
Bohdan Chmelnický

V roce 1649 byl založen Kozácký hetmanát, v historii první kozácký stát, hejtmanem Bohdanem Chmelnickým během jeho povstání probíhajícího letech 1648 až 1657. Samostatnost a existence tohoto státního útvaru končí roku 1764, kdy byl poražen Ruským impériem a zrušen Kateřinou II.
Záporožská Sič vydržela až do roku 1775, kdy byla pevnost a území jí ovládané definitivně dobyto Ruskem. Někteří zbylí kozáci utekli do delty Dunaje na území Osmanské říše, kde založili Zadunajskou Sič, která se stala jejím vazalem. Většina kozáků byla přesídlena do oblasti Kubáně na jižním okraji Ruské říše, zatímco jiní zakládali města na jihu Ukrajiny a nakonec se stali státními rolníky. 

## Seznam umístění siče

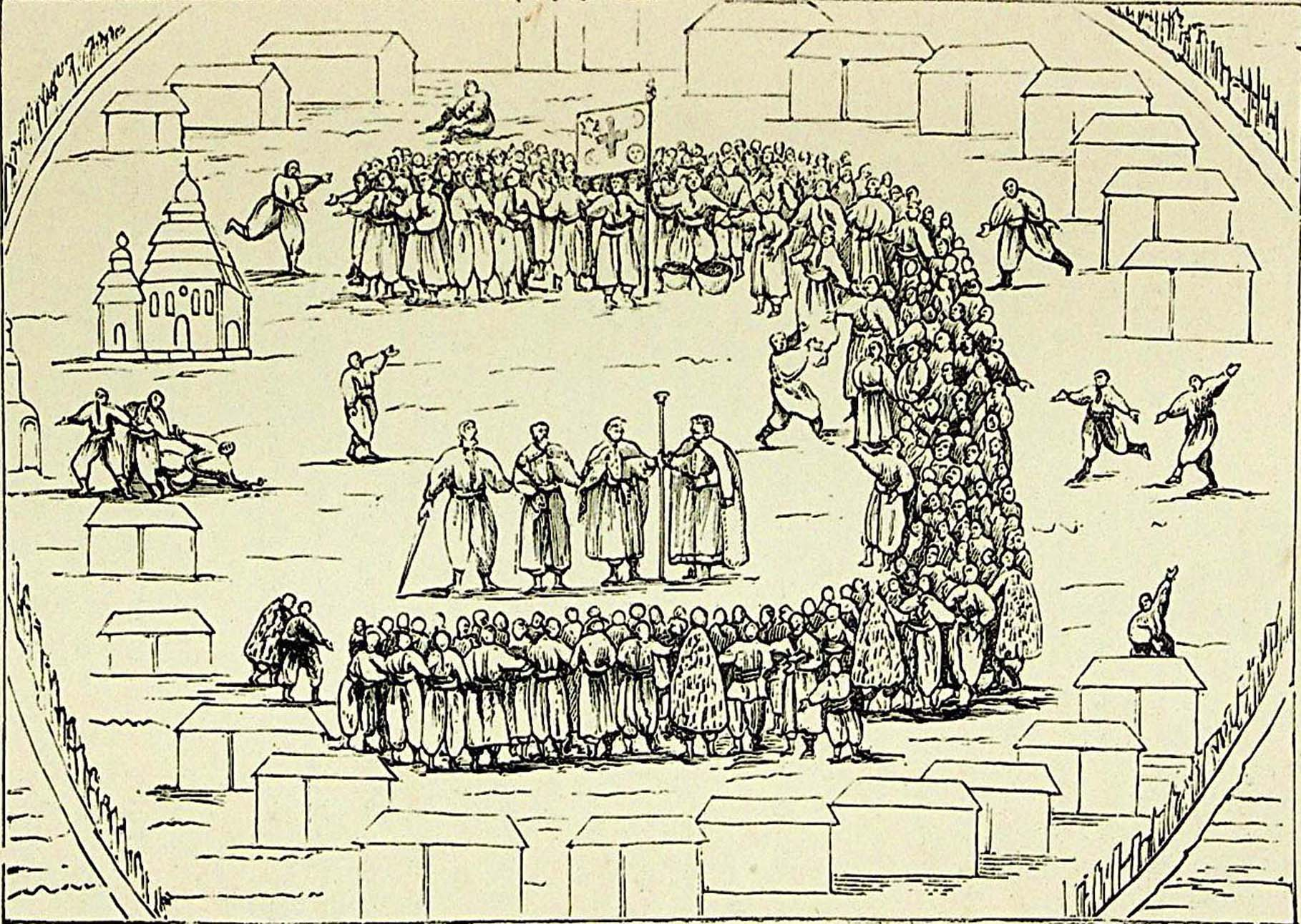
Rada Záporožské Siče

- Chortycká sič (1556–1557) – ostrov Chortycja
- Tomakivská sič (1564–1593)
- Bazavlucká sič (1593–1638)
- Mykytynská sič (1639–1652)
- Čortomlycká sič (1652–1709)
- Kamenská sič (1709–1711)
- Oleškivská sič (1711–1734)
- Nová sič (1734–1775)

## Symbolika

moderní rekonstrukce korouhve:
prapor Bohdana Chmelnického
prapor siče do roku 1775, avers
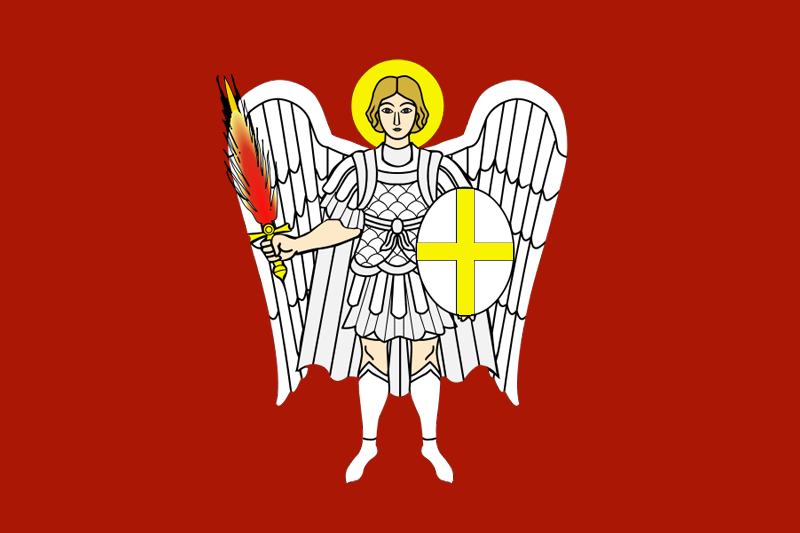
revers praporu siče do roku 1775

znak:
pečeť atamana z konce 16. století
pečeť Bohdana Chmelnického, rok 1648
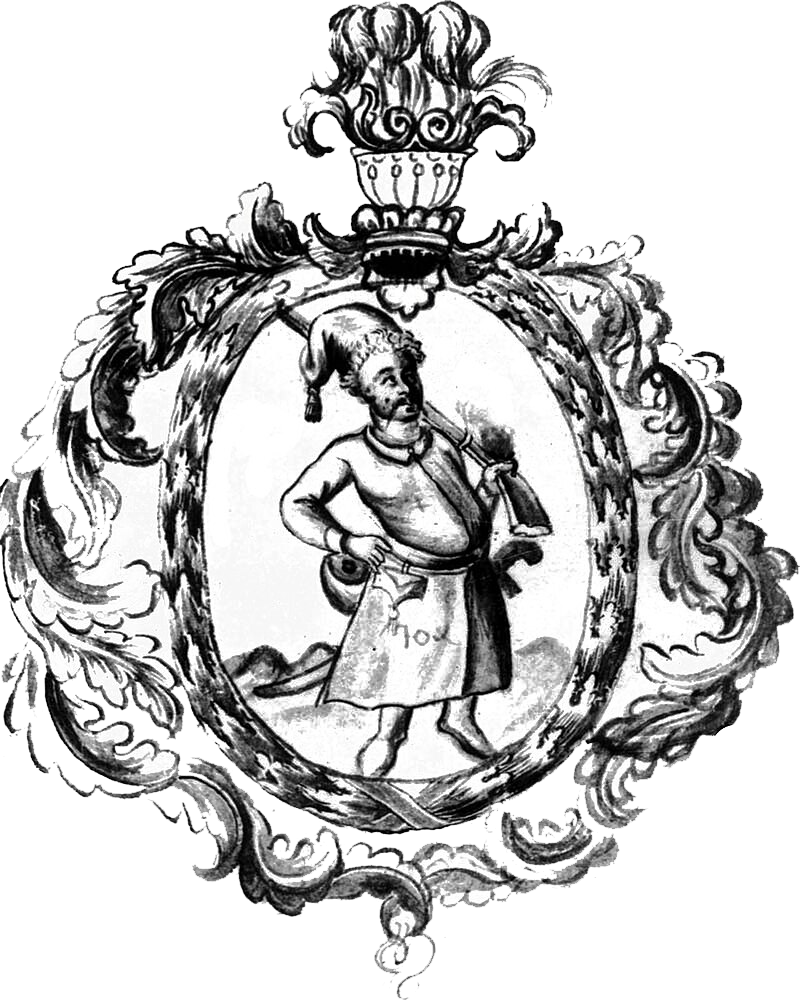
dobová reprodukce historické znaku